# Пасхал Ігор Юрійович
Ігор Юрійович Пасхал (нар. 7 березня 1982) — український футбольний арбітр, представляє Херсон. Суддя української Прем'єр-ліги з 2015 року.

## Кар'єра
Закінчив Херсонський державний університет.
Суддівство розпочав 2000 року з регіональних змагань. Арбітр ДЮФЛ та аматорської першості України (2001-2007), другої ліги (2007-2011), першої ліги (2012-2015).
У Прем'єр-лізі дебютував 30 травня 2015 року в заключному (26-му) турі: «Динамо» — «Металург» (Запоріжжя).
Багато років поспіль утримує звання найкращого арбітра Херсонщини.

## Статистика в елітному дивізіоні
Станом на 17 жовтня 2016:
І — ігри, Ж — жовті картки, Ч — червоні картки, П — призначені пенальті
| Сезон   | І  | Ж  | Ч | П |
| ------- | -- | -- | - | - |
| 2014/15 | 1  | 4  | - | - |
| 2015/16 | 9  | 60 | 3 | 1 |
| 2016/17 | 4  | 22 | - | 1 |
| Усього  | 14 | 86 | 3 | 2 |